# Орово
 Тази статия е за селото в Преспа.  За селото в Чеча вижте Орхово.  
Орово, още Рахово или Орехово (на гръцки: Πυξός, Пиксос, до 1928 година Ράχωβα, Рахова или Όροβο, Орово, катаревуса Όροβον, Оровон), е бивше село в Република Гърция на територията на днешния дем Преспа, област Западна Македония.

## География
Развалините на селото са разположени между Голямото и Малкото Преспанско езеро в подножието на планината Слива на запад и Цуцул на изток.

## История

### В Османската империя
Селото се споменава в османски дефтер от 1530 година под името Орахова с 14 семейства.
Църквата в селото „Света Петка“ е от XIX век и е защитен паметник.
В „Етнография на вилаетите Адрианопол, Монастир и Салоника“, издадена в Константинопол в 1878 година и отразяваща статистиката на населението от 1873 година, Орехово (Oréhovo) е посочено като село в каза Ресен с 26 домакинства и 78 жители българи.
Според статистиката на Васил Кънчов („Македония. Етнография и статистика“) в 1900 година в Орѣхово живеят 172 жители българи християни.
На Етнографската карта на Битолския вилает на Картографския институт в София от 1901 година Ореово е чисто българско село в Битолската каза на Битолския санджак с 28 къщи.
След Илинденското въстание в началото на 1904 година цялото село минава под върховенството на Българската екзархия. По данни на секретаря на екзархията Димитър Мишев („La Macédoine et sa Population Chrétienne“) в 1905 година в Орехово (Orehovo) има 184 българи екзархисти. Според Георги Трайчев през 1911/1912 година в Орово има 44 къщи с 377 жители и функционират църква и училище с 1 учител.

### В Гърция
През Балканската война в селото влизат гръцки части, а след Междусъюзническата война Орово попада в Гърция.
Боривое Милоевич пише в 1921 година („Южна Македония“), че Орово има 40 къщи славяни християни.
След разгрома на Гърция от Нацистка Германия през април 1941 година в селото е създадена чета на българската паравоенна организация Охрана.
По време на Гражданската война Орово е последното седалище на временното правителство на Демократичната армия на Гърция, което се установява тук след битката на Вич, преди се оттегли в Албания. След Гражданската война селото е изоставено от жителите си и повечето от къщите са унищожени в 1950 година от пожар. Оцелява само църквата „Свети Николай“, построена в 1910 година.

## Личности
Родени в Орово
- Иван Наумов (? – 1917), български революционер от ВМОРО
- Сотир Миовски (? – 1949), гръцки комунист; в 1947 година се присъединява към ДАГ; сражава се на Вич и Грамос; завършва военното училище при щаба на ДАГ; на 23 януари 1949 година става младши лейтенант; на 29 юли 1949 година става лейтенант; на 11 август 1949 година е убит на Лисец по време на Операция „Пирсос“[14]
- София Ставрева Станева (1912 - ?), членка на АФЖ, помагачка на ЕЛАС; след разгрома на ДАГ в 1949 година емигрира в Полша, от 1952 година в СССР, а от 1959 година с мъжа си Атанас Димитров Танев се установява във Варна, България; оставя спомени[15]
- Томе Миовски (18 август 1933 – ?), македонски общественик в Австралия, автор на „Австралия и македонските доселеници“ (1971) и „Orovo and its folks in the past“ (2006)

Други
- Филип Наумов (р. 1961), съдия в Мансфийлд, Охайо, по произход от Орово